# منطقه آزاد تجاری-صنعتی ماکو
منطقه آزاد تجاری-صنعتی ماکو یکی از مناطق آزاد ۹گانه ایران است که در راستای اهداف اقتصادی این کشور، در ۲۴ مرداد ماه سال ۱۳۸۹ تصویب شده‌است. کل مساحت منطقه آزاد ماکو ۵۰۰۰ کیلومتر مربع است.

## موقعیت ژئواستراتژیک منطقه آزاد تجاری – صنعتی ماکو
این منطقه از شمال به جمهوری ترکیه ، از شرق با مرز آبی ارس به جمهوری خود مختار نخجوان  محدود است که این موقعیت ، منطقه را  بعنوان شاهراه ارتباطی ترانزیت کالاهای کشور های آسیای میانه و اروپا بعنوان مهمترین شاخص تجارت جهانی مطرح نموده است.
منطقه آزاد ماکو در فرهنگ سرامیکی ماوراء قفقاز (۲۹۰۰-۳۲۵۰ ق.م) و در مواریث مادی و فرهنگی امپراتوری اورارتو نه فقط با جمهوری های آذربایجان و ترکیه بلکه با کشورهای ارمنستان و گرجستان نیز شریک میباشد، لذا منطقه آزاد تجاری- صنعتی ماکو علاوه برهم‌مرزي با تركيه و نخجوان ، همجوار با ارمنستان و منطقه قفقاز بوده و گلوگاه كريدور زميني شمال و جنوب (رقيب كانال سوئز در خشكي) و نقطه اتصال آسيا و اروپا می باشد. و با توجه به اهميت مواصلاتي استراتژيكي قفقاز براي ايران، انجام عمده مبادلات و آمد و شدهاي تجاري و سياسي بين ايران و روسيه و اروپا از اين محور می باشد.
فاصله اندک منطقه آزاد ماکو از بنادر مرسین در دریای مدیترانه و ترابوزان در دریای سیاه، امتیاز چشمگیری در دسترسی به بازارهای اروپا از راه زمین و دریا است که در مقایسه با بنادر جنوبی کشور در خلیج فارس به دلیل مسافت و صرفه های اقتصادی ناشی از مقیاس جای تردیدی باقی نمی‌گذارد که این منطقه اقتصادی ترین گلوگاه دررقابت با راه دریایی شرق و غرب در خشکی است.
شهرستان ماكو و مرز بازرگان به‌عنوان دروازه تجاري- بازرگاني ايران به اروپا همواره از نقش و اهميت فراواني برخوردار بوده‌اند. گستردگي روابط تجاري ايران و اروپا و حجم بالاي تبادل كالا با كشورهاي اين قاره سبب گرديده تا مرز بازرگان به يكي از فعال‌ترين مرزهاي زميني كشور تبديل گردد. وجود اين ويژگي در كنار ساير خصوصيات شهرستان ماكو مانند نزديكي به قطب صنعتي تبريز، همجواري با كشورهاي حوزه قفقاز  سبب گرديد تا ايده اوليه ايجاد منطقه آزاد ماكو در اوايل دهه ۸۰ پديد آيد. 
منطقه آزاد تجاری – صنعتی ماکو در شمال غرب کشور و مساحتی بالغ بر ۳۸۶ هزار هکتار،  بعنوان هفتمین منطقه آزاد تجاری و اقتصادی کشور ، با برخورداری از ظرفیت های اقتصادی قابل توجه و امکانات زیر بنایی مناسب و حاکمیت مجموعه ای از قوانین و مقررات ویژه حمایتی ، فرصت‌های قابل توجهی را پیش روی سرمایه‌گذاران داخلی و خارجی فراهم نموده است . 
در حقیقت ، منطقه آزاد ماكو، كانوني است جهت:
- گسترش همكاري و تعامل منطقه‌اي و بين‌المللي؛
- تقويت پيوند دو سويه، خردمندانه و بالنده با اقتصاد جهاني؛
- پيشرانه و نمود توسعه ترانزيت و بازرگاني؛
- الگوي پويايي قطب صادرات غيرنفتي و مدار صادرات مجدد اروپا – آسیا
- مقصدي فعال برای گردشگران در طول سال با تركيبي از جذابیت های گردشگري چهار فصل
- در راستاي تحقق توسعه پايدار و اهداف هزاره سوم، با بهره‌گيری از سرمايه انساني و اعمال مديريت يكپارچه در بستري ايراني-اسلامي.
- احداث فرودگاه بین‌المللی،احداث بزرگراه تبریز-بازرگان و احداث راه‌آهن برای اتصال به راه‌آهن سراسری ایران و کشورهای ترکیه و آذربایجان از مسیر جلفا-پلدشت-بازرگان از مهمترین برنامه‌های توسعهٔ منطقه آزاد ماکو است.

در نیمه اول ۱۴۰۰ بیش از ۲ میلیارد دلار از این منطقه صادر شده است.

## جغرافیا
بر اساس لایحه ایجاد منطقه آزاد تجاری - صنعتی کلیه فعالیت موضوع قانون چگونگی مناطق آزاد تجاری - صنعتی جمهوری اسلامی ایران مصوب ۱۳۷۲ و اصلاحات بعدی آن در منطقه آزاد تجاری - صنعتی ماکو که محدوده جغرافیایی آن مطابق نقشه شامل شهرستان‌های  ماکو (بخش مرکزی و بخش بازرگان) و شوط ( بخش مرکزی و دهستان قره قویون جنوبی بخش قره قویون) و پلدشت (بخش مرکزی و بخش ارس) است.

## تشکیل
هيئت وزيران در جلسه مورخ ۵/۱۰/۱۳۸۹ بنا به پيشنهاد شماره ۵۱۰/۱۰/۸۹۲ مورخ۲۰/۹/۱۳۸۹ شوراي هماهنگي مناطق آزاد تجاري ـ صنعتي و ويژه اقتصادي و به استناد بند«ب» ماده (۴) قانون چگونگي اداره مناطق آزاد تجاري ـ صنعتي جمهوري اسلامي ايران ـمصوب ۱۳۷۲ ـ اساسنامه سازمان منطقه آزاد تجاري ـ صنعتي ماكو را به شرح زير تصويب نمود:

### اساسنامه سازمان منطقه آزاد تجاري ـ صنعتي ماكو
ماده۱ـ نام سازمان، سازمان منطقه آزاد تجاري ـ صنعتي ماكو مي‌باشد كه از اين پس دراين اساسنامه به اختصار، سازمان ناميده مي‌شود.
ماده۲ـ مركز اصلي سازمان در داخل محدوده منطقه آزاد تجاري ـ صنعتي ماكو مي‌باشد.
ماده۳ـ سازمان براي مدت نامحدود تشكيل مي‌شود.
ماده۴ـ سرمايه سازمان، مبلغ يكصد ميليارد (۱۰۰/۰۰۰/۰۰۰/۰۰۰) ريال است كه از محل آورده‌هاي غيرنقدي (زمين و تأسيسات) سازمان تقويم مي‌شود. تمام سرمايه سازمان متعلق به دولت بوده و منقسم به يكصد هزار سهم يك ميليون ريالي است.
ماده۵ ـ اهداف سازمان، شامل انجام امور زيربنايي، عمراني و آباداني، رشد و توسعه اقتصادي، افزايش درآمد عمومي، ايجاد اشتغال سالم و مولد، تنظيم بازار كار و كالا،حضور فعال در بازارهاي جهاني و منطقه‌اي، توليد و صادرات كالاهاي صنعتي و تبديلي و ارايه خدمات عمومي مي‌باشد.
ماده۶ ـ اركان سازمان به شرح زير است:
۱ـ مجمع عمومي
۲ـ هيئت مديره 
۳ـ مديرعامل و رييس هيئت مديره
۴ـ بازرس يا بازرسان قانوني
ماده۷ـ هـيئت وزيران نماينده صاحـب سهام در مـجامع عمومي مي‌باشد كه به موجب تصويب‌نامه شـماره ۱۵۹۱۷۶/ت۴۳۵۰۵ هـ مورخ ۱۰/۸/۱۳۸۸ اختيارات خود را به وزيران عـضو شوراي هماهنگي منـاطق آزاد تجاري ـ صنعتي و ويژه اقتصادي تفويض نموده است.
ماده۸ ـ وظايف و اختيارات مجمع عمومي به قرار زير است:
۱ـ موافقت با تأسيس و انحلال شركت‌هاي تابع
۲ـ پيشنهاد تصويب، اصلاح و تغيير اساسنامه سازمان و شركت‌هاي تابع به هيئت وزيران با رعايت اصل (۸۵) قانون اساسي جمهوري اسلامي ايران
۳ـ اعمال نظارت عالي بر فعاليت‌هاي سازمان
۴ـ تصويب برنامه‌هاي عمراني، فرهنگي، بودجه سالانه، صورت‌هاي مالي و عملكرد سازمان
۵ ـ تصويب آيين‌نامه‌هاي سازمان
۶ ـ تصويب مقررات امنيتي و انتظامي منطقه با تأييد فرماندهي كل قوا
۷ـ اتخاذ تصميم نسبت به افزايش يا كاهش سرمايه و پيشنهاد آن جهت تصويب هيئت وزيران با رعايت اصل (۸۵) قانون اساسي جمهوري اسلامي ايران
۸ ـ نصب و عزل اعضاي هيئت مديره
۹ ـ انتخاب بازرس يا بازرسان و تعيين حق‌الزحمه آنها
۱۰ـ تعيين خط مشي عمومي سازمان
۱۱ـ تعيين حقوق، مزايا و هرگونه پاداش اعضاي هيئت مديره و مديرعامل
۱۲ـ اتخاذ تصميم نسبت به هر موضوعي كه با رعايت مفاد اين اساسنامه در دستور جلسه مجمع عمومي قرار گيرد.
۱۳ـ اتخاذ تصميم درباره واريز تمام يا قسمتي از سود ساليانه سهم سهامداران به حساب اندوخته‌هاي سازمان.
ماده۹ـ مجمع عمومي سازمان حداقل سالي يك بار براي رسيدگي و تصويب صورت‌هاي مالي تاپايان تيرماه هر سال و حداقل يك بار براي رسيدگي و تصويب بودجه سال بعد، حداكثر تاپايان دي ماه همان سال تشكيل مي‌گردد.
ماده۱۰ـ دعوت براي تشكيل مجمع عمومي سازمان در هر موقع با موافقت رييس جمهور بهعمل مي‌آيد.
ماده۱۱ـ محل تشكيل و چگونگي رسميت يافتن جلسات و نحوه تصويب موضوعات دستور جلسه مجامع عمومي براساس آيين‌نامه داخلي شوراي هماهنگي مناطق آزاد تجاري ـ صنعتي و ويژه اقتصادي خواهد بود.
ماده۱۲ـ سازمان توسط هيئـت مديره‌اي متشـكل از سه يا پنج نفر با تشخيص مجمع عمومي اداره مي‌گردد. اعضاي هيئت مديره توسط مجمع عمومي انتخاب مي‌شوند. عزل اعضاي هيئت مديره با همان مرجع انتخاب كننده است.
ماده۱۳ـ اعضاي هيئت‌مديره براي سه سال انتخاب مي‌شوند و انتخاب مجدد آنان بلامانع است و تا زماني كه اعضاي هيئت مديره جديد انتخاب نشده‌اند، هيئت مديره سابق به كارخود ادامه خواهد داد.
ماده۱۴ـ جلسات هيئت مديره حداقل ماهي يك بار و بنا به دعوت رييس هيئت‌مديره و مديرعامل سازمان تشكيل مي‌گردد. اعضاي هيئت مديره مي‌توانند موضوعات مورد نظر خود را ازطريق هيئت مديره و مديرعامل در دستورجلسه هيئت‌مديره قرار دهند.
ماده۱۵ـ جلسات هيئت مديره با حضور حداقل دو سوم اعضا رسميت مي‌يابد و تصميمات جلسه با اكثريت آراي اعضاي حاضر در جلسه معتبر و لازم‌الاجرا مي‌باشد.
ماده۱۶ـ براي هر يك از جلسات هيئت مديره بايد صورت‌جلسه‌اي توسط منشي هيـئت مديره تنظيم و به امضـاي همه اعضاي هـيئت مديره حاضـر در جلـسه برسد. در صورتجلسات هيئت مديره، نام اعضاي هيئت مديره حاضر يا غايب و خلاصه مذاكرات و تصميمات متخذه درجلسه با قيد تاريخ درج مي‌گردد. هر يك از اعضاي هيئت مديره كه با تمام يا بعضي از تصميمات مندرج در صورتجلسه مخالف باشد، نظر او بايد در صورت‌جلسه قيد گردد.
ماده۱۷ـ هيئت مديره داراي همه گونه اختيارات در چارچوب قانون چگونگي اداره مناطق آزاد تجاري ـ صنعتي جمهوري اسلامي ايران براي اجراي وظايف مصرح در اين اساسنامه بوده و از جمله داراي اختيارات و وظايف زير مي‌باشد:
۱ـ تعيين روشهاي اجرايي انعقاد هرگونه قرارداد و مشاركت با اشخاص حقيقي و حقوقي اعم از داخلي و خارجي
۲ـ چگونگي و نحوه اخذ عوارض براساس آيين‌نامه‌هاي مربوط
۳ـ چگونگي ثبت شركت‌ها و مالكيت‌هاي صنعتي و معنوي و ثبت كشتي‌ها، شناورها وهواپيماها در منطقه براساس آيين‌نامه‌هاي مربوط و بدون ايجاد حق امتياز و انحصار
۴ـ موافقت با تأسيس دفتر نمايندگي در محل‌هاي لازم
۵ ـ چگونگـي استفاده از زمين و منابع ملي و ترتيب فروش يا اجاره آن درمحدوده منطـقه آزاد تجاري ـ صنعتـي مـاكو براساس قانـون و آييـن‌نامه اجرايي مصـوبمجمع عمومي
۶ ـ اخذ تصميم نسبت به خريد و فروش و اجاره و پيمانكاري و انجام امور تجاري و توليدي و مبادرت به صادرات و واردات در چارچوب آيين‌نامه‌هاي مصوب
۷ـ تهيه و پيشنهاد برنامه و بودجه سالانه سازمان به مجمع عمومي جهت تصويب
۸ ـ تهيه و تأييد گزارش هيئت مديره، صورت‌هاي مالي و عملكرد سالانه سازمان و ارايه آن به مجمع عمومي جهت تصويب
۹ ـ بررسي و تدوين آيين‌نامه‌هاي داخلي و ارايه آن به مجمع عمومي جهت تصويب
۱۰ـ تشـكيل يا انحلال شركـت‌هاي فرعي براساس مـوازين قانوني با تصـويب مجمع عمومي
۱۱ـ موافقت با اعطا و قبول ضمانت و ظهرنويسي و تضمينات تجاري و رهن و وثيقه اموال منقول و غيرمنقول در چارچوب آيين‌نامه‌هاي مربوط
تبصره ـ هيئت مديره مي‌تواند بعضي از اختيارات خود را به رييس هيئت مديره ومديرعامل تفويض نمايد.
ماده۱۸ـ مديرعامل سازمان كه رياست هيئت مديره را به عهده دارد، به موجب حكم رييس جمهور و از ميان اعضاي هيئت مديره منصوب و بالاترين مقام اجرايي سازمان مي‌باشد.
دوره تصـدي مديرعامل سه سـال است و انتخـاب مجدد وي بلامانع مي‌باشد و در هر حـال دوره مديريـت مديرعامل از مدت عضويت او در هيـئت مديره بيشتر نخواهد بود.
ماده۱۹ـ رييس هيئت مديره و مديرعامل در اجراي مصوبات و تصميمات هيئت‌مديره داراي همه گونه حقوق، اختيارات و اعتبارات بوده و نمايندگي سازمان را در مقابل اشخاص ثالث دارد. ساير وظايف و اختيارات وي به شرح زير است:
۱ـ انجام مكاتبات عادي و جاري سازمان
۲ـ عزل و نصب كاركنان سازمان
۳ـ تعيين حقوق و مزايا، ارتقا و اعطاي پاداش و اضافه حقوق كاركنان و اخذ تصميم درباره امور استخدامي كاركنان طبق آيين‌نامه‌هاي مربوط
۴ـ دريافت مطالبات و پرداخت بدهي‌ها و افتتاح حساب ريالي و ارزي در بانك‌هاي داخلي و خارجي با امضاي مجاز سازمان
۵ ـ صدور مجوز براي انجام هرنوع فعاليت اقتصادي مجاز در محدوده منطقه آزاد تجاري ـصنعتي ماكو
۶ ـ صدور رواديد براي اتباع خارجي به موجب آيين‌نامه‌هاي مربوط
۷ـ تعيين متصدي براي انواع مشاغل كه در محدوده منطقه آزاد تجاري ـ صنعتي متصدي مستقيم ندارند.
تبصره۱ـ رييس هيئت مديره و مديرعامل مي‌تواند برخي از اختيارات خود را به اعضاي هيئت مديره يا كاركنان سازمان به تشخيص و مصلحت خود واگذار نمايد.
تبصره۲ـ رييس هيئت مديره و مديرعامل مسئول حسن اجراي امور منطقه آزاد تجاري ـصنعتي ماكو و حفظ حقوق و منافع و اموال سازمان مي‌باشد.
ماده۲۰ـ مجمع عمومي يك بازرس اصلي و يك بازرس علي‌البدل را از ميان اشخاص حقيقي ياحقوقي ذيصلاح براي مدت يك سال انتخاب مي‌نمايد و انتخاب مجدد آنان به اين سمت بلامانع است و تا زماني كه تجديد انتخاب به عمل نيامده است، بازرس سابق به خدمت خود ادامه خواهد داد. در صورت فوت يا استعفا يا بركناري از خدمت بازرس اصلي، بازرس علي‌البدل وظايف وي را عهده‌دار خواهد شد.
ماده۲۱ـ بازرس قانوني مي‌تواند هرگونه رسيدگي و بازرسي را در حدود اختيارات قانونيو وظايف محول شده انجام داده و به دفاتر و پرونده‌ها و قراردادهاي سازمان مراجعه نموده و اسناد و مدارك مربوط به سازمان را رسيدگي كند.
ماده۲۲ـ مهم‌ترين وظايف و اختيارات بازرس به شرح زير است:
۱ـ تطبيق عمليات سازمان با بودجه مصوب
۲ـ رسيدگي به صورت‌هاي مالي سازمان و تصديق و مطابقت آنها با دفاتر سازمان و تهيه گزارش و اظهارنظر در مورد عمليات سازمان براي تقديم به مجمع عمومي. گزارش مذكورحداقل بيست روز قبل از جلسه مجمع عمومي به رييس هيئت مديره و مديرعامل تسليم مي‌شود.
۳ـ اظهارنظر در مورد صحت و سقم گزارش هيئت مديره به مجمع عمومي.
تبصره ـ اجراي وظايف بازرس كه طبق مقررات اين اساسنامه تعيين شده است، نبايد بههيچ وجه مانع جريان عادي كار سازمان گردد.
ماده۲۳ـ سال مالي سازمان از اول فروردين هر سال شروع و در پايان اسفند همان سال خاتمه مي‌يابد. دفاتر سازمان به تاريخ روز آخر سال مالي بسته مي‌شود. صورت‌هايمالي سازمان و گزارش هيئت مديره بايد تا چهل روز قبل از تاريخ تشكيل مجمع عمومي دراختيار بازرس قانوني گذاشته شود.
ماده۲۴ـ اسناد و اوراق تعهدآور سازمان و چك‌ها، براتها و سفته‌ها همواره با امضايمتفق رييس هيئت مديره و مديرعامل و يا نماينده او و يك نفر به انتخاب هيئت مديره با مهر سازمان معتبر مي‌باشد.
ماده۲۵ـ تعداد و انواع دفاتر قانوني طبق مقررات قانون تجارت از طرف هيئت‌مديره تعيين مي‌گردند.
ماده۲۶ـ حساب‌هاي سازمان طبق اصول صحيح و متداول حسابداري و براساس موازين قانون تجارت تنظيم و نگهداري مي‌شوند.
اين اساسنامه به موجب نامه‌هاي شماره ۴۱۴۶۷/۳۰/۸۹ مورخ ۲۰/۱۱/۱۳۸۹، شماره۴۳۹۰۹/۳۰/۹۰ مورخ۳/۷/۱۳۹۰ و شماره ۴۴۲۵۲/۳۰/۹۰ مورخ ۲۷/۷/۱۳۹۰ شوراي نگهبان بهتأييد شوراي يادشده رسيده است.
سایت منطقه آزاد تجاری ـ صنعتی ماکو

1. ↑  «منطقه آزاد ماکو | خبرگزاری تسنیم | Tasnim». www.tasnimnews.com. دریافت‌شده در ۲۰۲۵-۰۷-۱۷.
2. ↑  «بیش از 2 میلیارد دلار کالا از منطقه آزاد ماکو صادر شد - تسنیم». خبرگزاری تسنیم | Tasnim. دریافت‌شده در ۲۰۲۵-۰۷-۱۷.
3. ↑  «نسخه آرشیو شده». بایگانی‌شده از اصلی در ۱۱ آوریل ۲۰۲۰. دریافت‌شده در ۱۱ آوریل ۲۰۲۰.
4. ↑  «نسخه آرشیو شده». بایگانی‌شده از اصلی در ۲۹ مارس ۲۰۲۰. دریافت‌شده در ۱۱ آوریل ۲۰۲۰.